# Culture Club
Culture Club je britská populární novoromantická kapela, která v osmdesátých letech skórovala s hity jako "Time (Clock of the Heart)", "I'll Tumble 4 Ya", včetně velice známého hitu "Do You Really Want to Hurt Me". Mezi členy Culture Clubu patří Boy George (vokály), Mikey Craig (baskytara), Roy Hay (klávesy, kytara) a Jon Moss (bicí, perkuse). Kapela si dohromady nastřádala deset Top 40 hitů v USA. Dohromady prodali 22 milion alb celosvětově.

## Historie

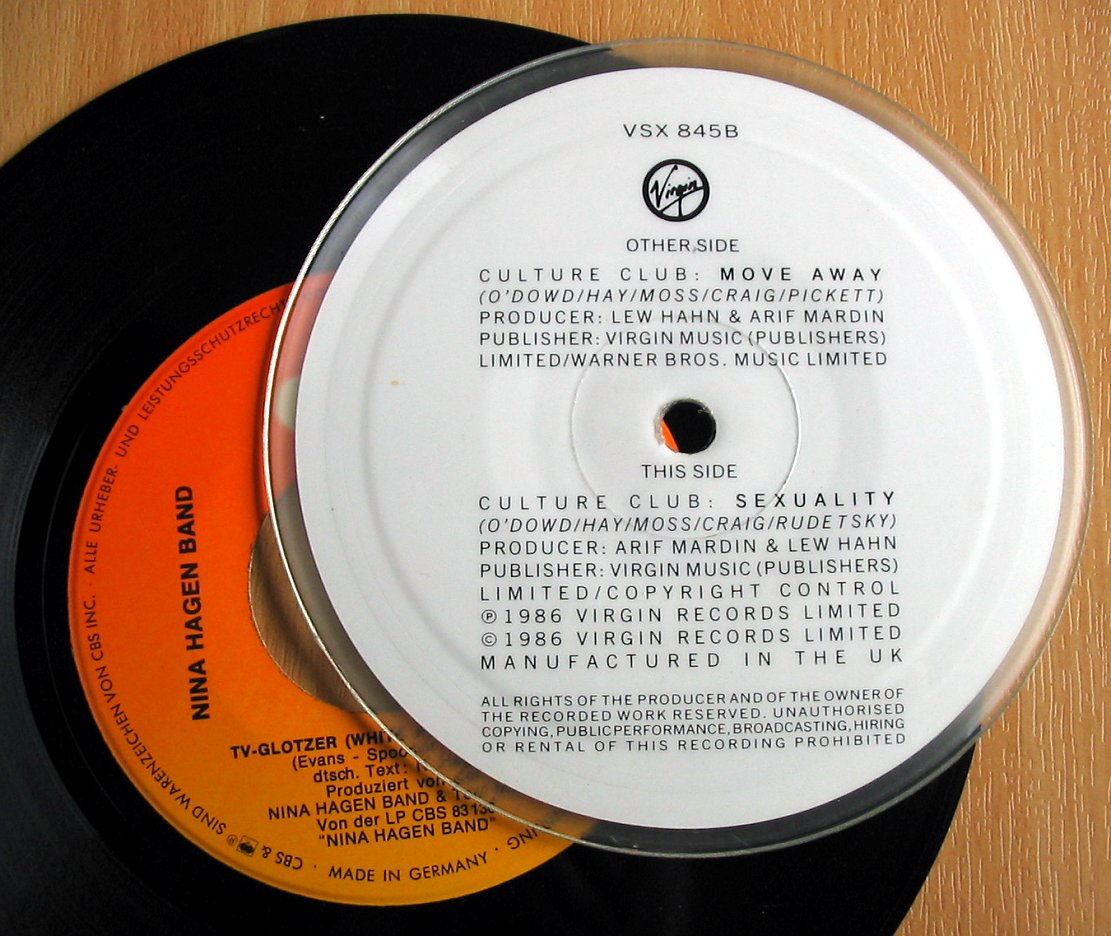
Netradiční deska singlu Move Away od Culture Club

V roce 1981, kdy Boy George příležitostně zpíval v kapele Bow Wow Wow pod pseudonymem "Lieutenant Lush" (poručík Lush). Později George si sestavil svoji vlastní skupinu. Nejprve nahráli několik demíček pro firmu EMI records, ale ta se rozhodla je nepřijmout. Virgin Records ale demíčka taky slyšela a ihned zapsala kapelu ve Velké Británii (a v Americe jejich desky publikovala firma Epic Records – tehdy ještě v Americe neměla firma Virgin takový rozmach).
Jejich první album, Kissing to Be Clever (UK #5, US #14) (1982) přineslo singl "White Boy". I když se píseň ani nedostala do hitparád Top 100 (nejspíš bublala pod Top 100). Jejich třetí reggae-orientovaný singl "Do You Really Want to Hurt Me", ale zdolal všechny hitparády a byl to největší hit kapely vůbec. Již brzy ji pozvali na Top of the Pops, britské show, ve které hrají populární umělci, respektive ti, co se dostali do hitparád, ale díky androgynnímu image a dlouhým vlasům si magazíny na Boy Georgovi pěkně smlsli. Jejich noviny měly titulky jako "Wally of the week" (mrož týdne), či "Mr. (or is it Mrs.?) Weird" (divný pán či paní?) .
Pete Burns z new wave skupiny Dead or Alive tvrdí, že patří mezi první lidi (ze showbusinessu), kteří nosí dlouhé vlasy s copy, barvité kostýmy a cylindry, Boy George na toto reagoval větou "It's not who did it first, it's who did it better" (není to ten, kdo to udělal první, ale je to ten, kdo to dělal lépe).
Později měla kapela ještě několik úspěchů až do roku 1986, kdy se rozpadla a Boy George propadl heroinu a cannabisu.
Nicméně kapela se ještě jednou dala dohromady v roce 1998.

## Diskografie

### Alba
- 1982: Kissing to Be Clever (UK #5, US #14)
- 1983: Colour by Numbers (UK #1, US #2)
- 1984: Waking Up with the House on Fire (UK #2, US #26)
- 1986: From Luxury to Heartache (UK #10, US #32)

### Písně
- 1982: "Do You Really Want to Hurt Me?" (UK #1, US #2, JP #23)
- 1982: "Time (Clock of the Heart)" (UK #3, US #2)
- 1983: "Church of the Poison Mind" (UK #2, US #10, JP #23)
- 1983: "Karma Chameleon" (UK #1, US #1, JP #26)
- 1983: "I'll Tumble 4 Ya"
- 1984: "Miss Me Blind" (US #5, JP #61)
- 1984: "War Song"
- 1986: "Move Away"